# Wah Wah Jones
Wallace Clayton Jones, detto Wah Wah (Harlan, 14 luglio 1926 – Lexington, 27 luglio 2014), è stato un cestista e allenatore di pallacanestro statunitense, professionista nella NBA.

## Carriera
Venne selezionato dai Washington Capitols al primo giro del Draft BAA 1949 (8ª scelta assoluta).

## Palmarès
- 2 volte campione NCAA (1948, 1949)
- Campione NIT (1946)
- NCAA AP All-America Second Team (1949)